# 成集镇
成集镇，是中华人民共和国江苏省淮安市涟水县下辖的一个乡镇级行政单位。

## 行政区划
成集镇下辖以下地区：
成集社区、杰勋村、油坊村、三潘村、旗杆庄村、朱庄村、道明村、条河村和法华村。